# Sendražští ze Sendražic
Sendražští ze Sendražic, v německé podobě Sandreczky, později též Sandretzky von Sandraschütz, von Sandrasky apod. je jméno českého šlechtického rodu, který se rozšířil po třicetileté válce zejména ve Slezsku.

## Dějiny rodu

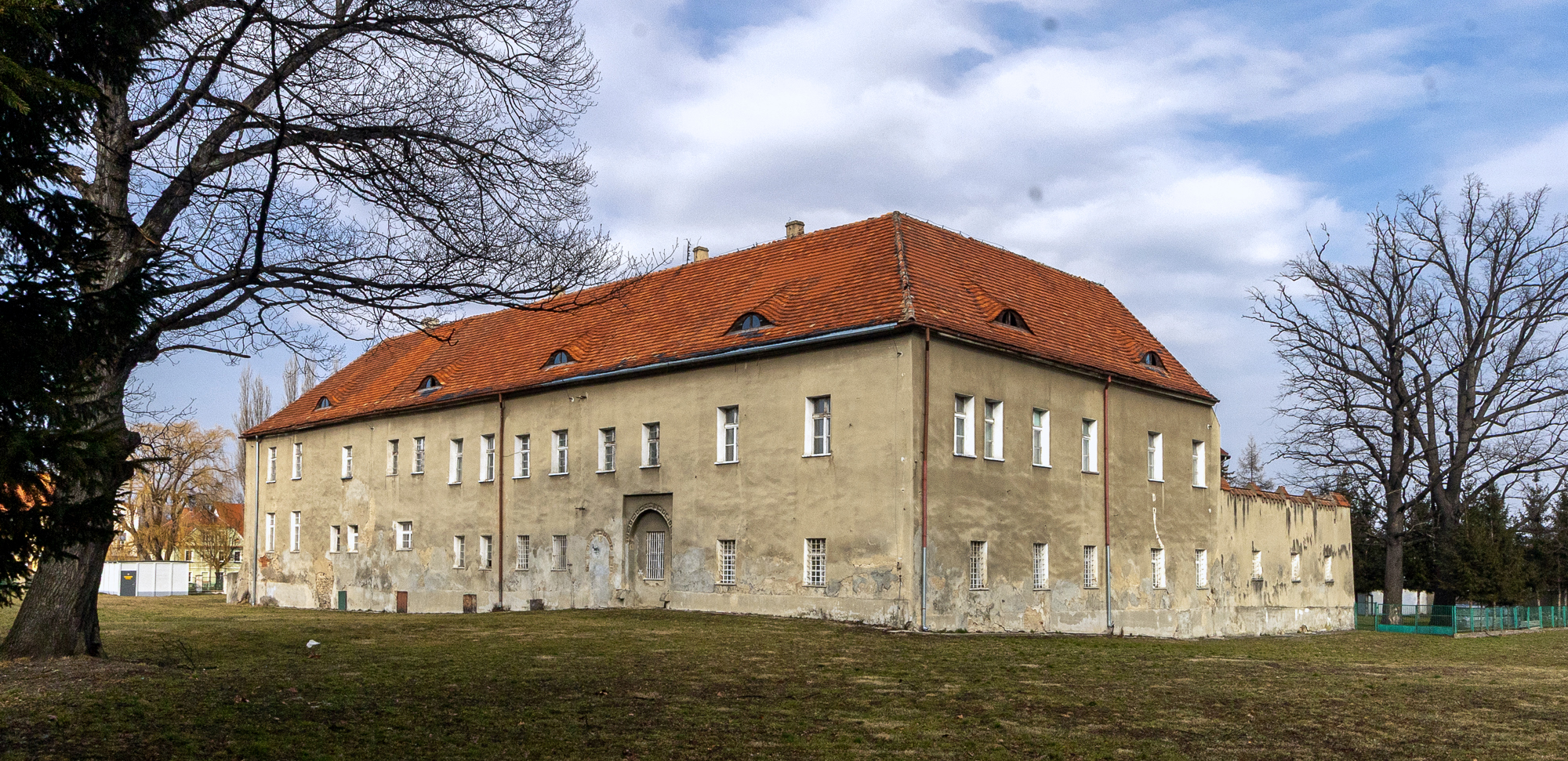
Zámek Sandreckých v Bělavě

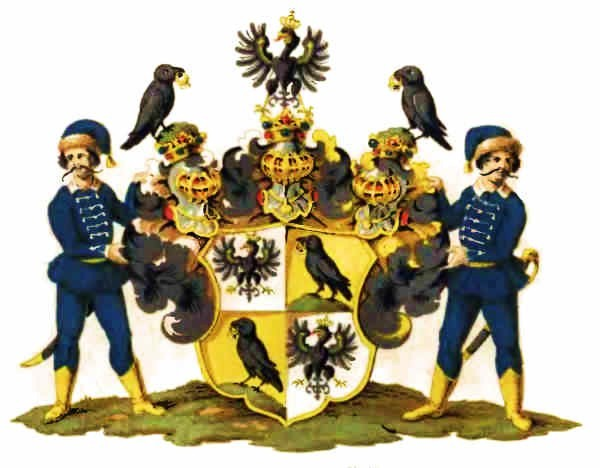
Hraběcí podoba erbu

Rod Sendražských své jméno odvozuje od dnes již neexistujícího zámku v Sendražicích u Smiřic v někdejším Hradeckém kraji. V témže kraji žil také rod Otmarů z Holohlav, který měl stejný erb. V roce 1297 je v Sendražicích zmiňován Ondřej a v roce 1411 je záznam o úmrtí Petra, majitele hradu a vsi Sendražic.
Nepřerušená rodová linie je pak sledovatelná asi od roku 1450 v osobě Mikuláše Sendražského ze Sendražic († po 1485), polního hejtmana utrakvistů v Hradeckém kraji. Také Beneš Sendražský ze Sendražic byl v letech 1501–1502 administrátorem purkrabího Hradeckého kraje.
V důsledku třicetileté války prý Bohuslav Sendražský (Boguslaw von Sandrasky) odešel do Slezska a oženil se s Annou Markéto z Abschatz († 1659). Jeho syn Adam Bohuslav Sendražský ze Sendražic (1630–1695) byl pokračovatelem rodové linie s manželkou Barborou z Gellhornu adH Rogau (1635–1692). Oba synové Hanuš Friedrich (1668–1737) a Gottlieb Ferdinand Sendražským ze Sendražic byli ve Vídni 11. února 1697 povýšeni na svobodné pány.

## Význační členové rodu

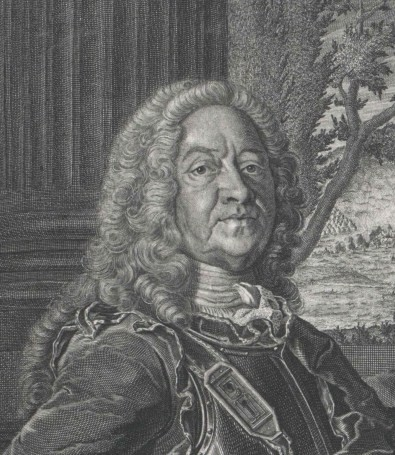
Hans Friedrich von Sandreczky und Sandraschütz (1668-1737)

- Baron Hans Friedrich von Sandreczky und Sandraschütz (1668–1737), majitel panství ve Svídnickém a Javorském knížectví
- hrabě Jan (Hanuš) Ferdinand von Sandretzky (1711–1775), dědičný pán z Langenbielau, královský pruský komorník a dvorní maršál, dědičný maršál Slezska
- Hraběnka Sophie Juliana Sandretzky (1732-1796), mladší sestra hraběnky Friderike Konstanze Henriette von Bohlen roz. Sandretzky (1743–1814), která byla ve druhém manželství provdána za prezidenta okresního úřadu ve Vratislavi Ferdinanda Sigismunda von Seidlitz auf Golau (1725–1806).
- Hraběnka Luise Beate Sandretzky und Sandraschütz, provdaná za Ferdinanda Heinricha Sigismund von Seidlitz auf Golau (1770–1811), syna Ferdinanda Sigismund Freiherr von Seidlitz auf Golau
- Hrabě Erdmann Karl Gottlob von Sandretzky und Sandraschütz (1808–1863), majorát pán z Langenbielau, královský pruský komorník a dědičný zemský maršál Slezského vévodství, 1854–1863 dědičný člen pruské panské sněmovny
- Hrabě Hans Adam Friedrich Bogislaus von Sandretzky und Sandraschütz (1843–1886), slezský statkář (mj.). A. na Fideikommiss Langenbielau), 1873-1886 dědičný člen pruské panské sněmovny